# Литвиново (Селижаровский район)
Литвиново — деревня в Селижаровском муниципальном округе Тверской области России.

## География
Расположена в центральной части Валдайской возвышенности, в лесной местности, вблизи река Большая Коша. Находится в 24 километрах к юго-востоку от районного центра Селижарово, в 8,5 километрах от деревни Большая Коша.

## История
До мая 2020 года входила в состав Большекошинского сельского поселения Селижаровского района.
В мае 2020 года Законом Тверской области от 23.04.2020 № 23-ЗО Селижаровский муниципальный район и входившие в его состав поселения были преобразованы в Селижаровский муниципальный округ, Селижаровский административный район преобразуется в округ Селижарово, административная единица преобразована в округ.

## Население
| 2002 | 2008 |
| ---- | ---- |
| 5    | 1    |

Согласно переписи населения 2002 года, постоянное население деревни 5 человек (80 % русские). Перепись 2008 года — 1 человек.

## Инфраструктура
Лесное хозяйство.